# Un amour de poche
Amour de poche is een Franse sciencefiction-comedy uit 1957, gebaseerd op een kort verhaal van Waldemar Kaempfert uit 1918. Het verhaal is voor film bewerkt door France Roche en geregisseerd door Pierre Kast. De film werd voor het eerst getoond op 6 november 1957 in Parijs. De speelduur is 88 minuten.

## Het verhaal
Amour de poche is gebaseerd op het korte verhaal van dezelfde naam (Engels: "The Diminishing Draft"). Het werd oorspronkelijk gepubliceerd in het "All-Story Magazine" in 1918.
Jean Marais heeft de hoofdrol als de wetenschapper en universiteitsprofessor Jerome Nordman. Door zijn mooie uiterlijk vallen al zijn vrouwelijke studenten voor hem, terwijl hij emotioneel vrij teruggetrokken is. Op komst is zijn huwelijk met Edith (Genevieve Page), de mooie maar manipulerende dochter van de rector magnificus. Zij probeert hem te bewegen om voor het bedrijf Juvacola, een bedrijf dat frisdrank produceert, te gaan werken omdat dat meer geld oplevert. Dit zint Jerome echter niet, voor hem is de wetenschap alles. Zijn grote project is de zoektocht naar een chemisch proces waarmee hij mensen en dieren in winterslaap kan brengen, iets wat hem nog niet gelukt is. Zijn proefkonijnen lijken te verdwijnen als zij zijn proefmiddelen slikken.
Monette (Agnes Laurent) overtuigt Jerome dat zij hem moet assisteren in het laboratorium, zij bewijst haar nut door een irritante collega snel de deur uit te werken. Samen ontdekken Monette en Jerome dat de proefdieren niet verdwijnen, maar gekrompen in een versteende vorm blijken voort te bestaan. Het terugbrengen naar de oorspronkelijke afmetingen blijkt echter een probleem, maar uiteindelijk ontdekken ze dat wanneer de dieren in een grote hoeveelheid zout water onder worden gedompeld, ze terugkeren naar hun oorspronkelijke afmetingen.
Jerome valt voor Monette, maar wil er niet aan toegeven. Als Edith het laboratorium binnenkomt en hem beschuldigt van een zijsprong met Monette, drinkt Monette iets van het mengsel opdat Edith haar niet zal ontdekken. Dit ontdekt Edith en zij doet haar best om Monette om te brengen. Door deze gebeurtenissen ontdekt Jerome wat hij wil, en leert hij erachteraan te gaan.

## Trivia
- De film is gemaakt met effecten zoals ze in het theater aangetroffen zouden kunnen worden, de metamorfosen gebeuren bijvoorbeeld niet op het witte doek maar erbuiten. Zodoende wordt een klein beeldje van een hond in een kuip gedompeld, terwijl een echte hond door Jerome eruit wordt gehaald.
- Films met overeenkomstige thema’s zijn bijvoorbeeld Attack of the Puppet People (1958) van Bert Ira Gordon en Honey, I Shrunk the Kids (1989) door Joe Johnston.
- Deze film was het regiedebuut van Pierre Kast, die eerder zowel als criticus als assistent van bijvoorbeeld René Clément, Jean Renoir, Preston Sturges en Jean Grémillon werkzaam was.

## Medewerkers aan de film

### Acteurs
| Acteur               | Personage                        |
| -------------------- | -------------------------------- |
| Jean Marais          | Prof. Jerome                     |
| Geneviève Page       | Edith                            |
| Jean-Claude Brialy   | Jean-Loup                        |
| Agnès Laurent        | Monette                          |
| Amédée               | Maubru                           |
| Fred Pasquali        | Bataillon                        |
| Régine Lovi          | Brigitte                         |
| Joëlle Janin         | Solange                          |
| Alexandre Astruc     | medewerker "gevonden voorwerpen" |
| Christian-Jaque      | medewerker "gevonden voorwerpen" |
| Léo Joannon          | medewerker "gevonden voorwerpen" |
| France Roche         | Anne-Lise                        |
| Michel André         | Secretaris van het commissariaat |
| Jean-Pierre Melville | commissaris                      |
| Victor Vicas         | Secretaris van de burgemeester   |
| Boris Vian           | zwembadmanager                   |
| Alex Joffé           | verkoper van kampeerartikelen    |
| Yves Barsacq         | leerling                         |
| Jacques Hilling      | leraar                           |
| Hubert Deschamps     | inspecteur                       |
| Paulette Arnoux      |                                  |
| Alix Mahieux         |                                  |
| Robert Blome         |                                  |
| Jean-Paul Moulinot   |                                  |
| André Michel -       |                                  |

### Productiemedewerkers
| Regisseur      | - Pierre Kast                                  |
| Producent      | - Gilbert de Goldschmidt                       |
| Artdirector    | - Daniel Villerois, Sidney Bettex              |
| Cinematografie | - Ghislain Cloquet                             |
| Grime          | - Alexandre Marcus, Blanche Picot              |
| Producer       | - Madeleine Films, SNE Gaumont                 |
| Editor         | - Robert Isnardon                              |
| Muziek         | - Georges Delerue, Cogo Goragher, Marc Lanjean |